# Naveta spațială Endeavour

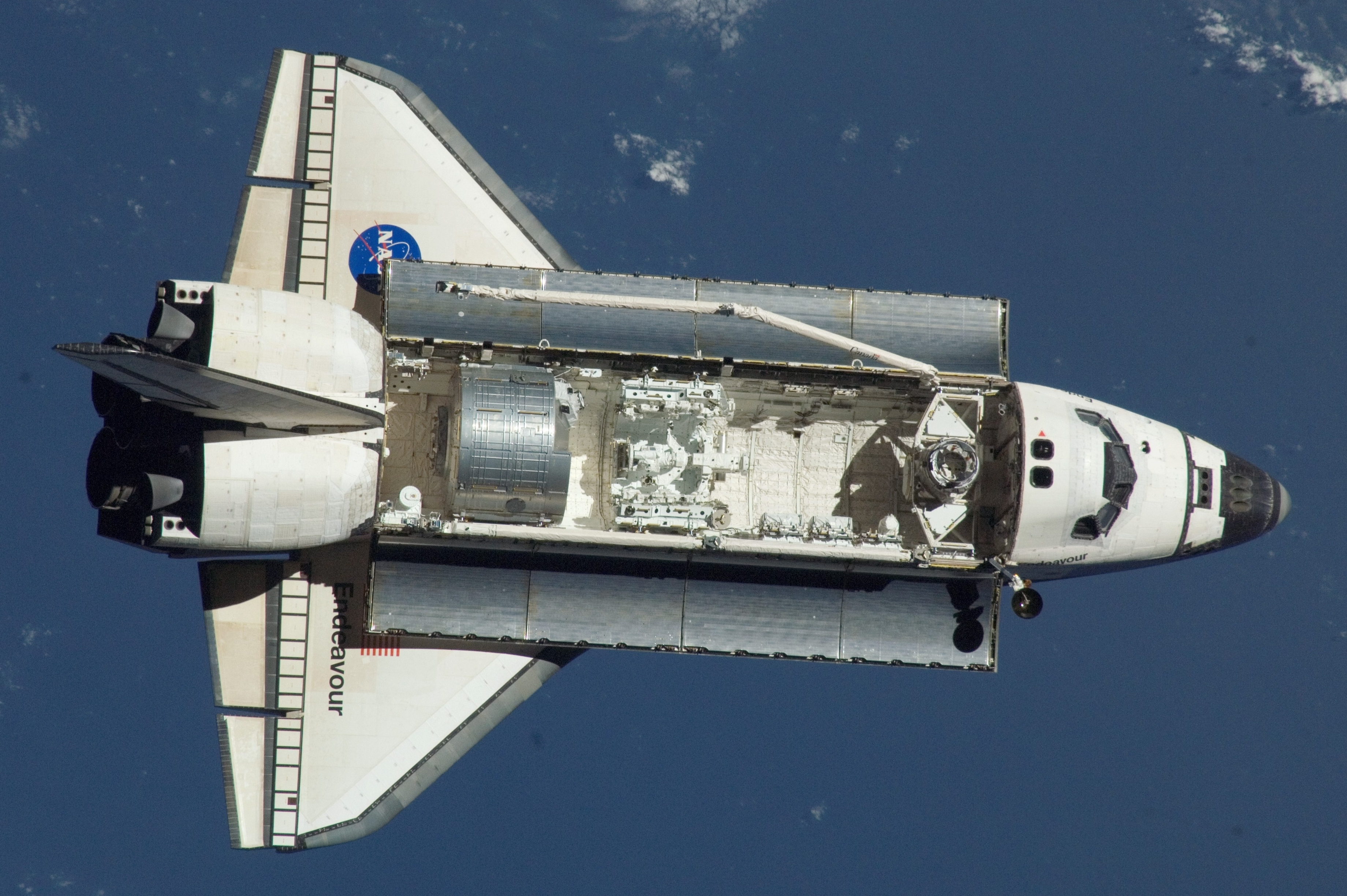
Endeavour pe orbită

Naveta Spațială Endeavour a fost a cincea navetă spațială a flotei NASA și ultima construită.

## Istorie
Congresul SUA a autorizat construcția lui Endeavour în 1987 pentru a înlocui pe Challenger, pierdută în accidentul din 1986. Modele structurale din timpul construcțiilor lui Discovery și Atlantis au fost folosite la asamblare. Decizia de a construi Naveta Spațială Endeavour a fost preferată în locul reparării și dotării pentru condiții de zbor a navetei Enterprise deoarece era mai ieftin. 
Endeavour a fost construită de Rockwell International, asamblarea terminându-se în mai 1991. Prima lansare a avut loc un an mai tarziu, în mai 1992. În timpul primei misiuni a capturat și relansat satelitul de comunicații INTELSAT VI.
În 1993 a făcut prima misiune de întreținere a Telescopului Spațial Hubble. Endeavour a fost scoasă din serviciu șapte luni în 1997 pentru reparații, incluzând instalarea unui nou sas. În decembrie 1998 a furnizat Modulul Unity către Statia Spațială Internațională.
Endeavour a fost numită în urma unei competiții naționale între studenți și elevi.
Endeavour și-a completat ultima perioadă de modificări majore (din decembrie 2003 până în 6 octombrie 2005). În tot acest timp, i-au fost adăugate îmbunătățiri esențiale, încluzând un nou sistem de afișare bazat pe display-uri LCD, un receptor GPS avansat, dar și recomandările de siguranță ale Comisiei pentru Investigarea Accidentului Columbia (CAIB).

## Îmbunătățiri
Endeavour are în componență aparatură nouă, destinată îmbunătățirii și măririi capabilităților vehiculului. Modernizările au fost încorporate și în celelalte trei navete, în timpul perioadelor de întretinere. Îmbunătățirile lui Endeavour înclud:
- O parașută de 12 m diametru care ajută la micșorarea distanței de frânare a vehiculului de la 600 m la 300 m.

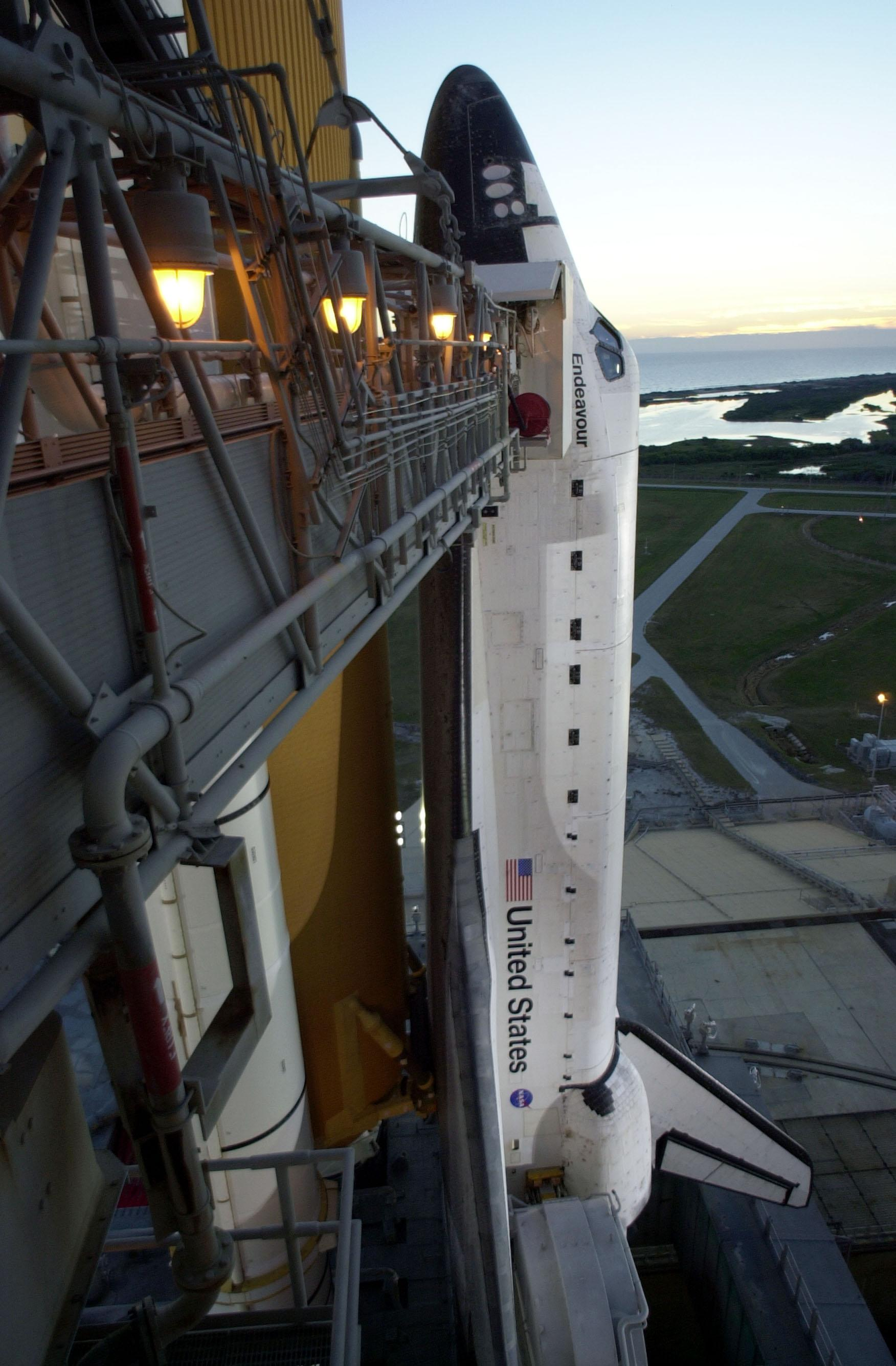
Endeavour pe padul de lansare 39B, asteptând lansarea misiunii STS-97

- Modificările instalațiilor și conexiunilor electrice necesare pentru Vehiculul Orbital de Durată Extinsă (EDO) permit misiuni până la 28 zile (o misiune de 28 zile nu a fost încercată; recordul îl deține Columbia, cu 17 zile).
- Sisteme de comandă și control îmbunătățite care includ computere avansate, unități de măsurare inerțială îmbunătățite și sisteme tactice de navigație, precum și un mecanism avansat pentru controlul roții față.
- O versiune îmbunătățită a surselor auxiliare de alimentare (APU) care furnizează energie pentru sistemele hidraulice.

Modificările din perioada 2005-2006 includ:
- Sistemul de alimentare electrică Stație-către-Navetă (SSPTS), care convertește curentul continuu la tensiunea de 120 V de la Stația Spațială Internațională în curent continuu la tensiunea de 28 V, a magistralei vehiculului orbital. Această îmbunătățire va permite lui Endeavour să rămână cuplată cu Stația Spațială Internațională pentru o durată suplimentară de 3-4 zile. Aparatura corespunzătoare a fost furnizată Stației Spațiale Internaționale în timpul misiunii de asamblare STS-116. Endeavour va zbura cu capacitatea SSPTS pe parcursul misiunii STS-118.

## Zboruri
Naveta Spațială Endeavour a zburat de 24 ori, petrecând 280 zile în spațiu, completând 4,429 orbite, parcurgând 166,003,247 km (noiembrie 2009).

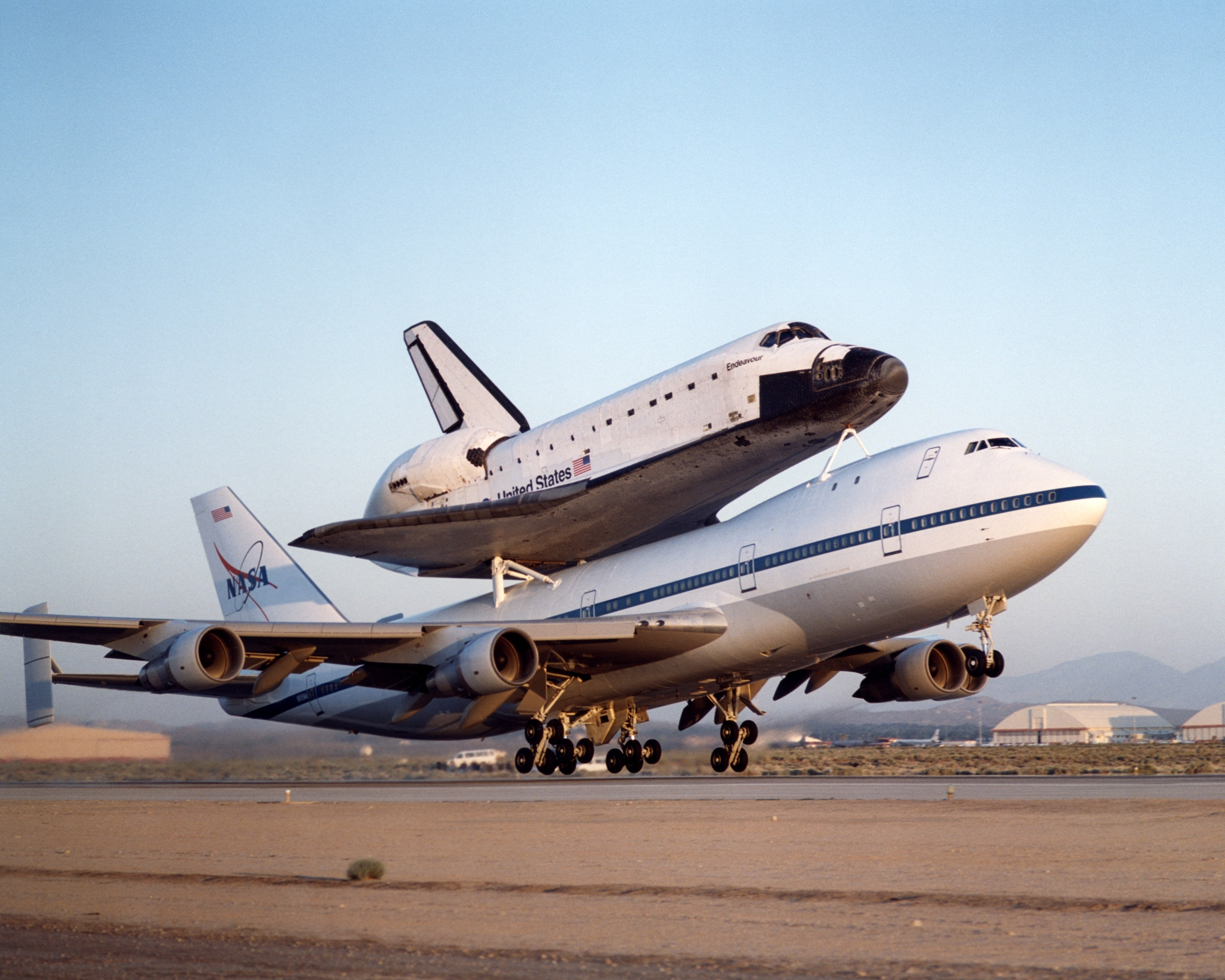
Endeavour transportata de un Boeing 747 Shuttle Carrier Aircraft.

| Data               | Descriere | Note |
| ------------------ | --------- | --- |
| 1992 7 mai         | STS-49    | Primul zbor al lui Endeavour: A capturat si relansat Intelsat VI. Prima activitate extra-vehiculară cu 3 oameni și cea mai lungă după Apollo 17        |
| 1992 12 septembrie | STS-47    | Misiunea J a Spacelab |
| 1993 13 ianuarie   | STS-54    | A lansat TDRS-F |
| 1993 21 iunie      | STS-57    | Experimente Spacelab. A recuperat European Retrievable Carrier                                                                                         |
| 1993 2 decembrie   | STS-61    | Prima misune de întreținere a Telescopului Spațial Hubble (HSM-1)                                                                                      |
| 1994 9 aprilie     | STS-59    | Experimente Space Radar Laboratory |
| 1994 30 septembrie | STS-68    | Experimente Space Radar Laboratory |
| 1995 30 martie     | STS-67    | Experimente Spacelab Astro-2 |
| 1995 7 septembrie  | STS-69    | Experimente Wake Shield Facility |
| 1996 11 ianuarie   | STS-72    | A recuperat Japanese Space Flyer Unit |
| 1996 19 mai        | STS-77    | Experimente Spacelab |
| 1998 22 ianuarie   | STS-89    | Întâlnire cu Stația Spațială Mir și schimb de astronauți                                                                                               |
| 1998 4 decembrie   | STS-88    | Misune de asamblare a Stației Spațiale Internaționale (a asamblat Modului Unity (Node 1), prima componentă americană a SSI)                            |
| 2000 11 februarie  | STS-99    | Experimente Shuttle Radar Topography Mission |
| 2000 30 noiembrie  | STS-97    | Misune de asamblare a Stației Spațiale Internaționale (a asamblat segmentul P6)                                                                        |
| 2001 19 aprilie    | STS-100   | Misune de asamblare a Stației Spațiale Internaționale (a asamblat bratul robotic Canadarm2)                                                            |
| 2001 5 decembrie   | STS-108   | Întâlnire cu Stația Spațială Internațională și schimb de astronauți (Expediția 3/Expediția 4)                                                          |
| 2002 5 iunie       | STS-111   | Întâlnire cu Stația Spațială Internațională și schimb de astronauți (Expediția 4/Expediția 5)                                                          |
| 2002 23 noiembrie  | STS-113   | Misiune de asamblare a SSI și schimb de astronauți/primul zbor dupa dezastrul Columbia (Expediția 5/6; a asamblat segmentul P1)                        |
| 2007 7 august      | STS-118   | Misune de asamblare a Stației Spațiale Internaționale (a asamblat bratul Segmentul Tribord S5)                                                         |
| 2008 11 martie     | STS-123   | Misune de asamblare a Stației Spațiale Internaționale (a asamblat modulul presurizat Kibo si bratul robotic Dextre) și schimb de astronauți            |
| 2008 14 noiembrie  | STS-126   | Misune aprovizionare a Stației Spațiale Internaționale și schimb de astronauți                                                                         |
| 2009 15 iulie      | STS-127   | Misune aprovizionare a Stației Spațiale Internaționale și schimb de astronauți                                                                         |
| 2010 8 februarie   | STS-130   | Misune aprovizionare si asamblare a Stației Spațiale Internaționale                                                                                    |
| 2011 16 mai        | STS-134   | Misune programată de aprovizionare și mentenanță a Stației Spațiale Internaționale. Ultima misiune pentru Endeavour și ultima a programului navetelor. |

## Scoaterea din uz
NASA a scos din uz Naveta Spațială Endeavour după ultima sa misiune în mai 2011, după 19 ani de utilizare, împreună cu Discovery și Atlantis. Ea a fost penultima navetă din cadrul Programului Space Shuttle.